# Destinazione mare
Destinazione mare è un singolo del cantautore italiano Tiziano Ferro, pubblicato il 5 maggio 2023 come primo estratto dalle riedizioni digitali dell'ottavo album in studio Il mondo è nostro.

## Descrizione
Il brano è stato scritto dallo stesso Ferro insieme a Roberto Casalino e Davide Simonetta, con la produzione di Itaca, casa di produzione fondata da Merk & Kremont. A proposito del brano, Ferro ha dichiarato:
Il singolo ha riscosso una certa notorietà grazie ai meme sulla piattaforma TikTok con protagonista Dwayne Johnson.
La canzone è stata anche adattata in lingua spagnola, con il titolo Camino hacia los mares, ed eseguita in duetto con la cantante drag queen spagnola Sharonne. Il duetto è stato pubblicato nella riedizione digitale dell'album El mundo es nuestro ed estratto il 12 luglio 2023 come secondo singolo in Spagna.

## Video musicale
Il videoclip in lingua italiana, diretto da Walid Azami e girato a Los Angeles, è stato reso disponibile il 12 maggio 2023 sul canale YouTube del cantautore. Un videoclip in lingua spagnola non viene realizzato.

## Tracce
Download digitale
1. Destinazione mare – 3:23 (testo: Tiziano Ferro, Roberto Casalino – musica: Tiziano Ferro, Roberto Casalino, Davide Simonetta)

Download digitale – versione spagnola
1. Camino hacia los mares (con Sharonne) – 3:23 (testo: Tiziano Ferro, Roberto Casalino – adattamento spagnolo: José Manuel Moles, Juan Mari Montes – musica: Tiziano Ferro, Roberto Casalino, Davide Simonetta)

## Classifiche
| Classifica (2023) | Posizione massima |
| ----------------- | ----------------- |
| Italia            | 69                |